# Selamia tribulosa
Selamia tribulosa là một loài nhện trong họ Zodariidae.
Loài này thuộc chi Selamia. Selamia tribulosa được Eugène Simon miêu tả năm 1909.